# Marimatha auruda
Marimatha auruda là một loài bướm đêm trong họ Noctuidae.